# Korczowa
Korczowa is een dorp in de Poolse woiwodschap Subkarpaten. De plaats maakt deel uit van de gemeente Radymno en telt 660 inwoners. Het dorp is een grensdorp aan de Oekraïense grens.  
Hoewel Korczowa geen rol van betekenis heeft, wordt het dorpje wel al vanaf ver aangeduid op de Poolse snelweg A4 (E40).  